# 8165 Gnädig
8165 Gnädig è un asteroide della fascia principale. Scoperto nel 1990, presenta un'orbita caratterizzata da un semiasse maggiore pari a 2,2795008 UA e da un'eccentricità di 0,2125814, inclinata di 7,58770° rispetto all'eclittica.